# غازي فهد
غازي فهد (من مواليد مدينة البصرة 1 يوليو 1974) مدرب حالي ولاعب كرة قدم عراقي سابق ، لعب في موقع خط الوسط.

## حياته
لعب في بداية حياته في نادي الزبير ثم انتقل إلى نادي الميناء أبرز أندية البصرة حيث تألق خلال المواسم الاربعة التي بقي فيها لينتقل بعدها إلى نادي دهوك، وبعد موسم واحد انتقل إلى العاصمة بغداد ليلعب في نادي الزوراء حيث تمكن من الالتحاق بالمنتخب الوطني والمشاركة في بطولة اتحاد غرب آسيا لكرة القدم 2002 المقامة في سوريا والتي تمكن العراق من الفوز بها.
عاد فهد غازي إلى نادي الميناء حيث ساعده في ان يحتل المركز الثاني ضمن الدوري العراقي الممتاز للموسم 2004 -2005، ثم انضم مرة أخرى إلى نادي دهوك، ليتقاعد بعدها وينضم إلى الكادر التدريبي لنادي العين الإماراتي.

## مهمته التدريبية
بعد تقاعده انضم إلى اكاديمية نادي العين الإماراتي حيث أصبح مدرباً، ثم أصبح رئيساً للاكاديمية في عام 2009 , واليه يعود الفضل في اكتشاف النجم الإماراتي عمر عبد الرحمن.
في عام 2013 وافقت إدارة نادي العين على إعارة غازي فهد إلى ناديه الأم الميناء لمدة ستة أشهر حيث كان مدرب النادي خلال 11 مباراة حقق خلالها الفوز في خمس مباريات والتعادل في واحدة فيما مني النادي بالهزيمة في خمس، لكنه اضطر لقطع الفترة المحددة له والعودة إلى الإمارات العربية المتحدة.
في عام 2017 عاد غازي فهد لتدريب نادي الميناء مرة أخرى خلفاً للروماني ايوان مارين، حيث قاد النادي إلى المركز السادس.

## روابط خارجية
- معلومات عن غازي فهد

غازي فهد على موقع قاعدة بيانات كرة القدم.إي يو (الإنجليزية)
- غازي فهد على موقع ناشيونال فوتبول تيمز (الإنجليزية)
- غازي فهد على موقع كووورة